# Base Aérea El Bosque
El Bosque Airport är en flygplats i Chile.   Den ligger i provinsen Provincia de Santiago och regionen Región Metropolitana de Santiago, i den södra delen av landet, 12 km söder om huvudstaden Santiago de Chile. El Bosque Airport ligger 574 meter över havet.
Terrängen runt El Bosque Airport är huvudsakligen platt, men åt sydväst är den kuperad. Runt El Bosque Airport är det ganska glesbefolkat, med 40 invånare per kvadratkilometer.. Närmaste större samhälle är Santiago de Chile, 12,1 km norr om El Bosque Airport. 
Trakten runt El Bosque Airport består till största delen av jordbruksmark.